# Rhynchophis boulengeri
Rhynchophis boulengeri là một loài rắn trong họ Rắn nước. Loài này được Mocquard mô tả khoa học đầu tiên năm 1897.
Loài này được tìm thấy sinh sống ở miền Bắc Việt Nam và miền Nam Trung Quốc. Nó được đặt tên để vinh danh nhà sinh học người Anh gốc Bỉ George Albert Boulenger.

## Phát hiện và đặt tên
Trong tiếng Việt, loài này được goi là rắn voi.

## Hình ảnh

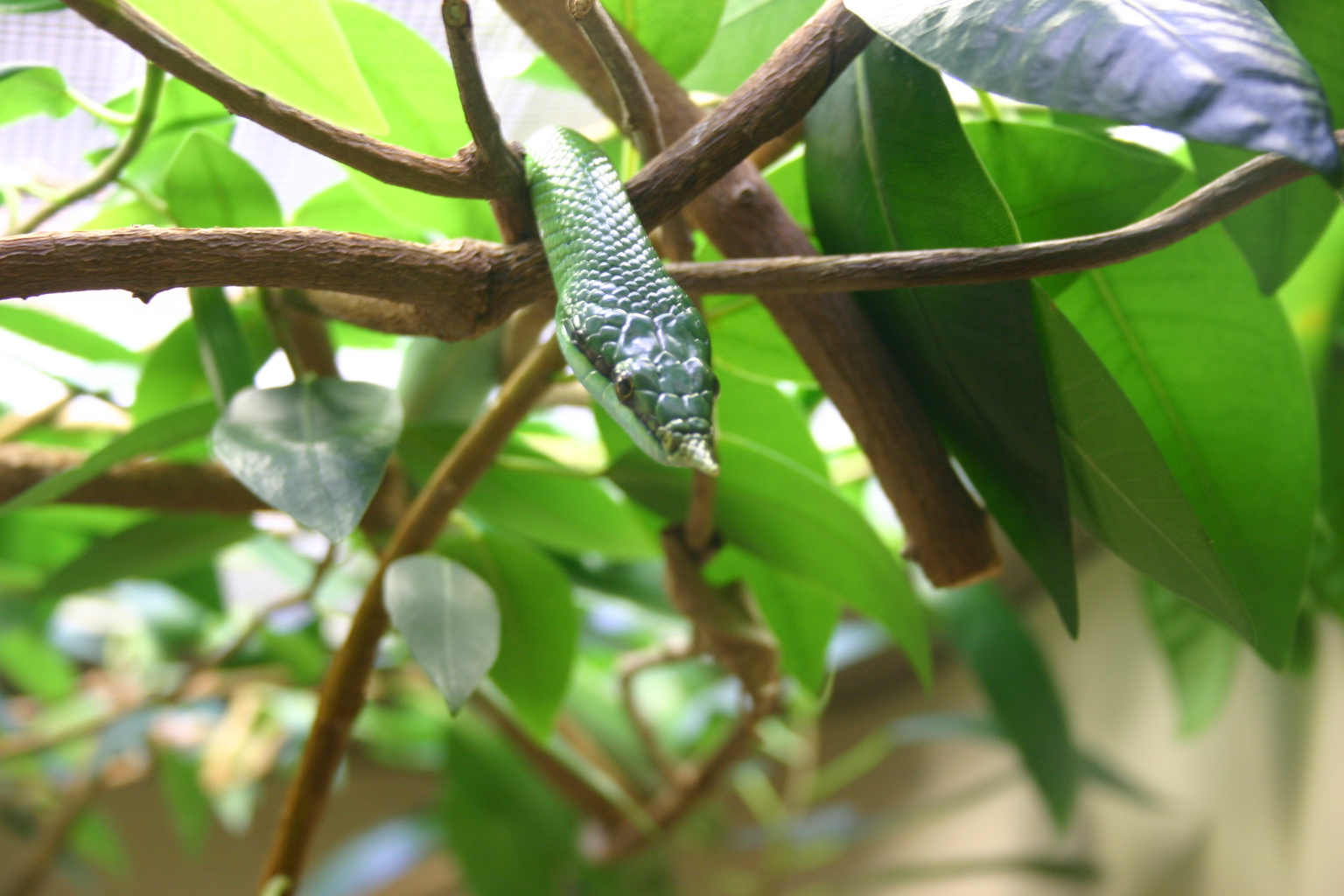
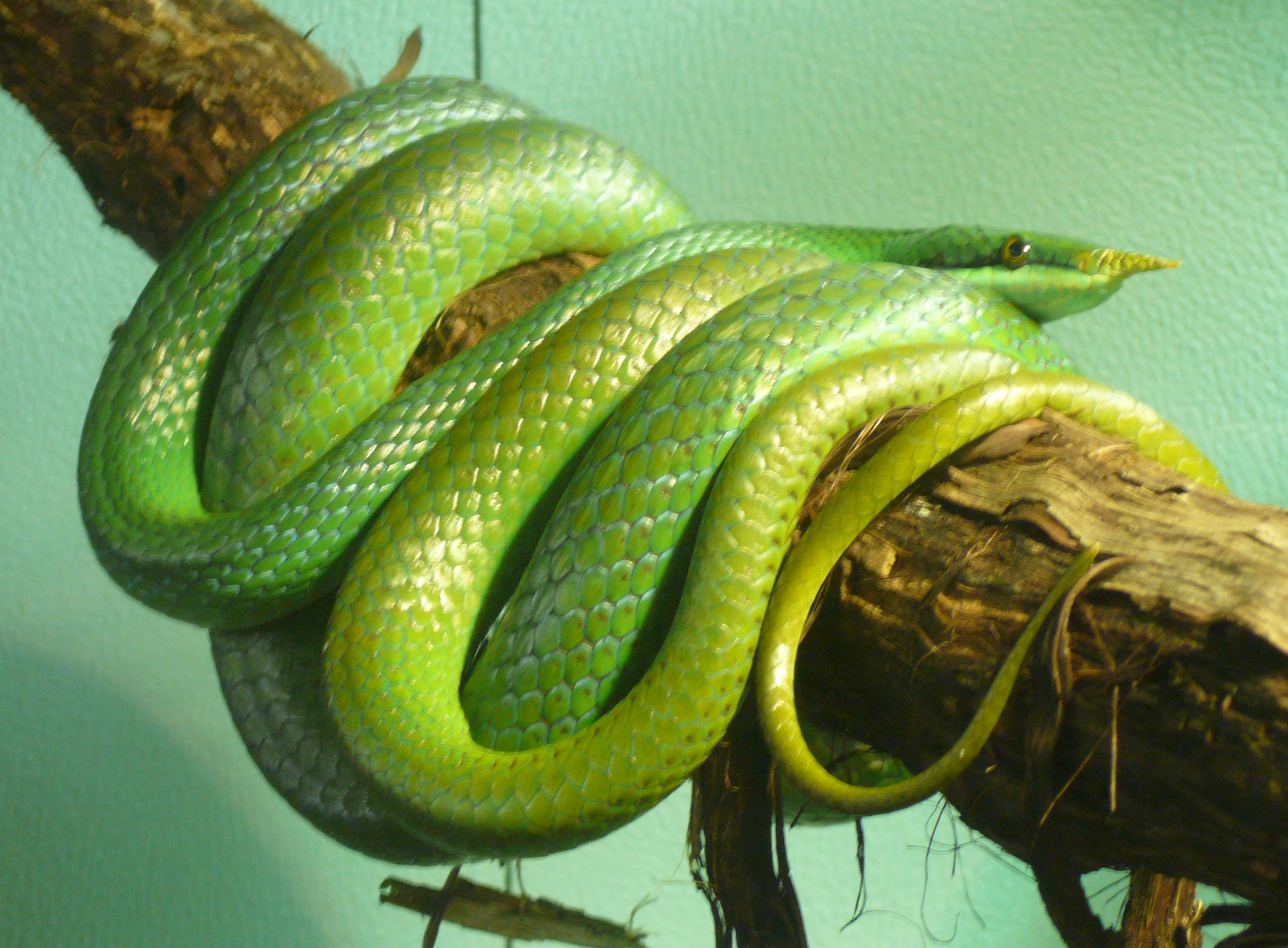
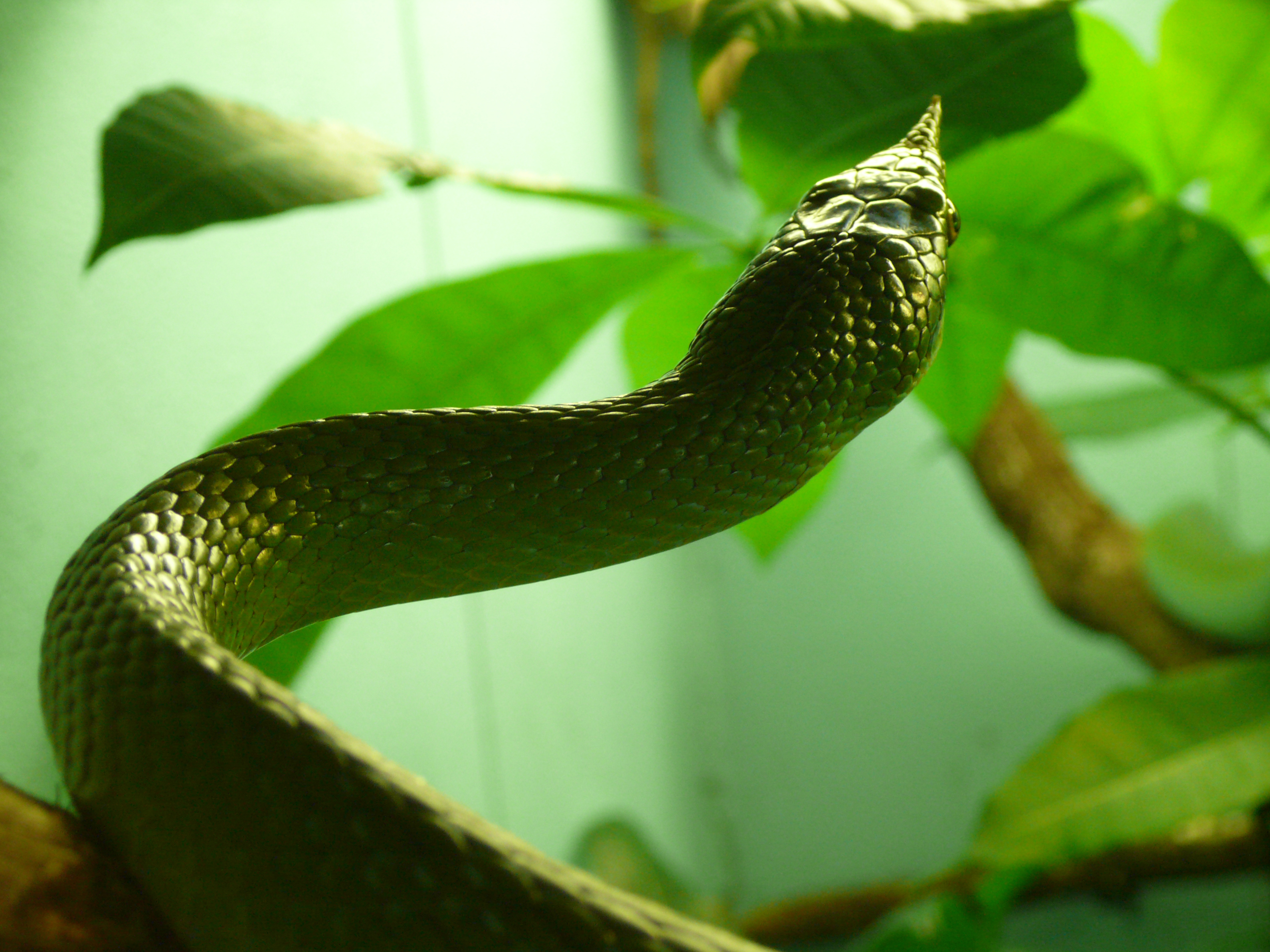
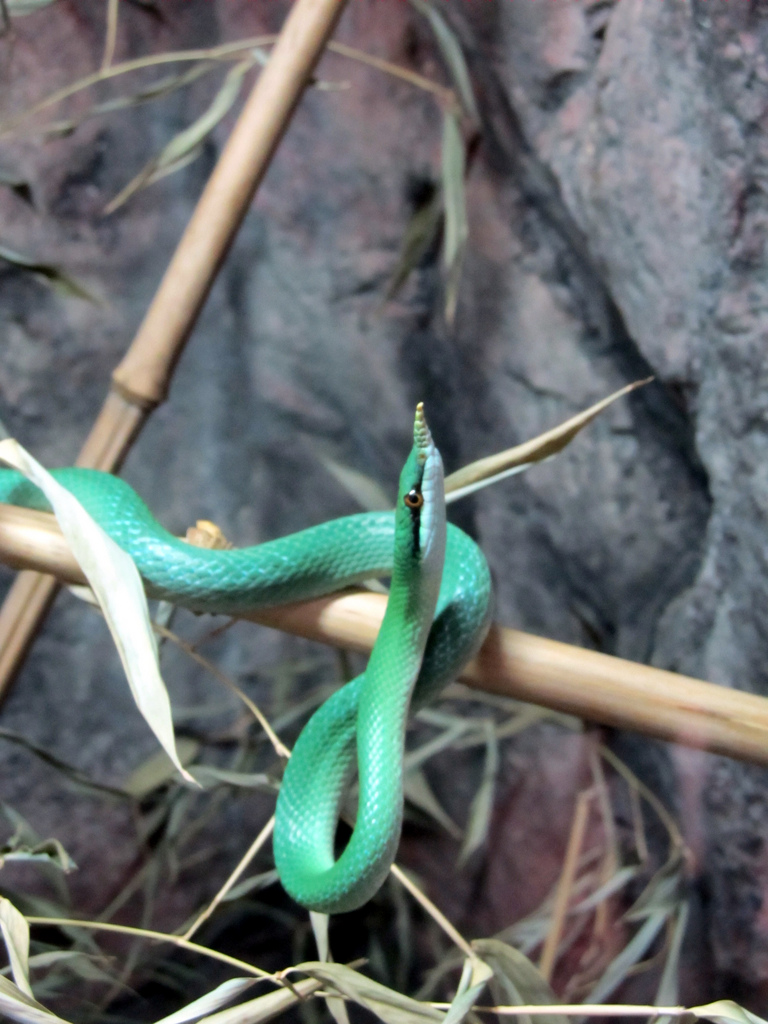
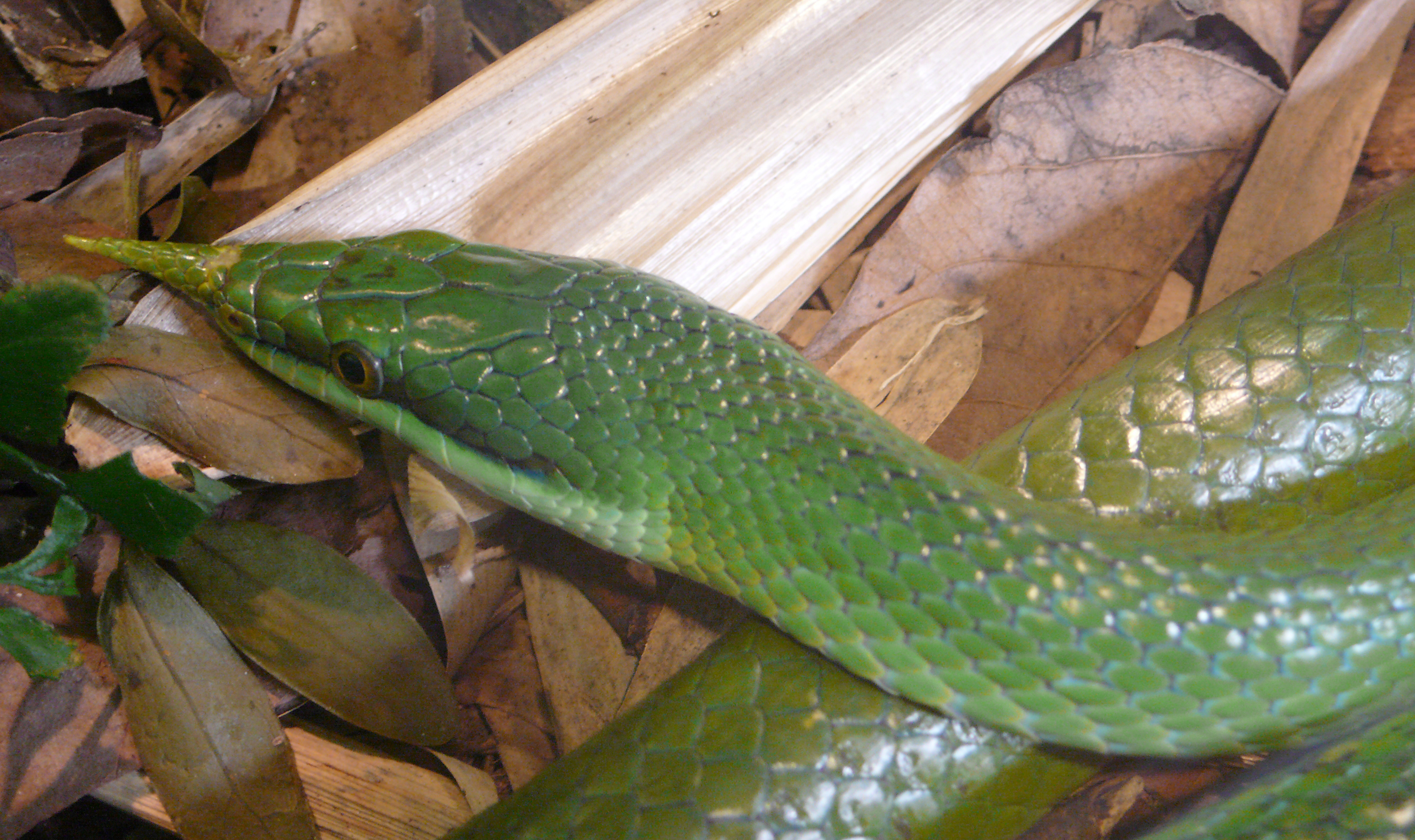
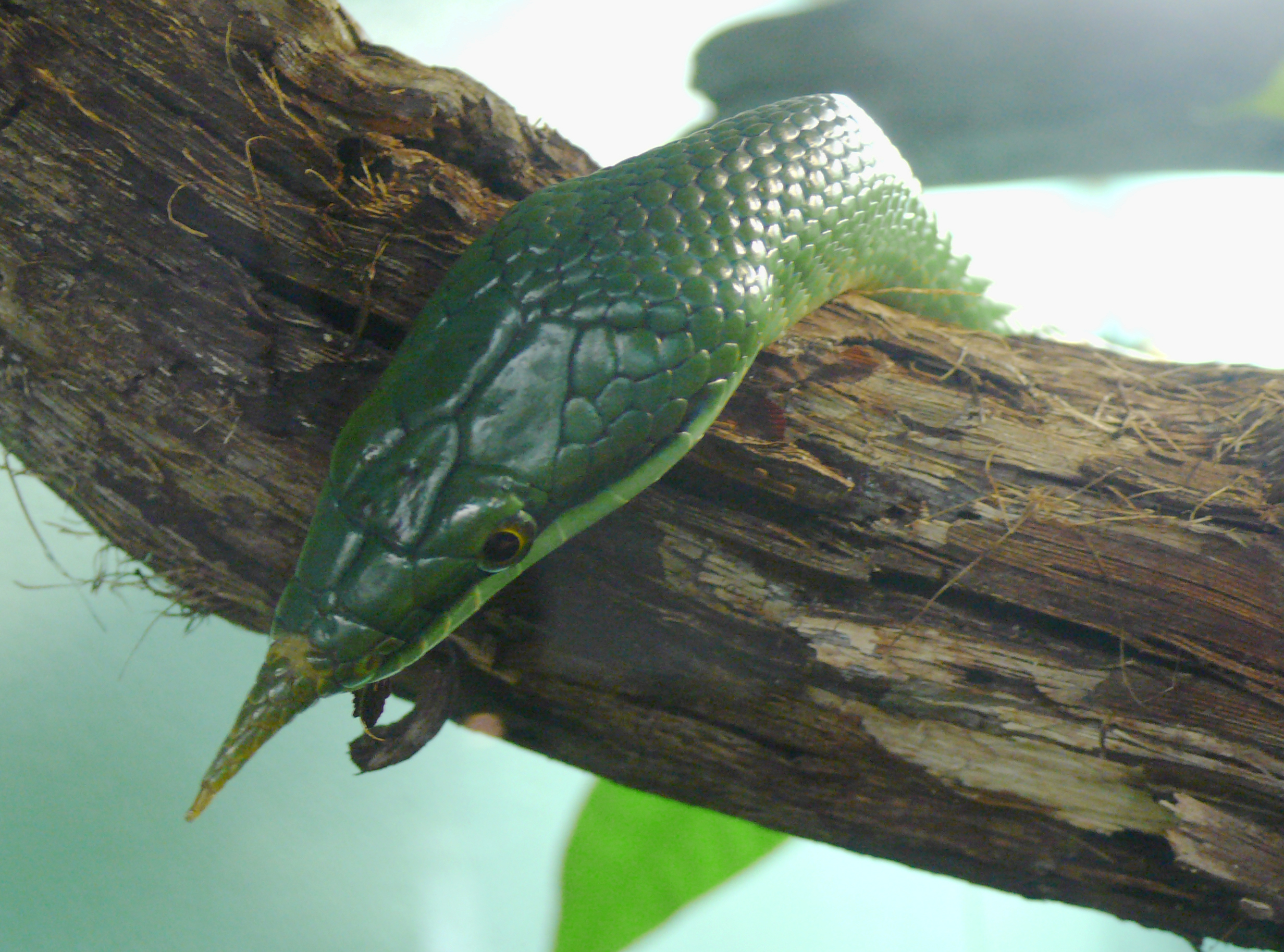